# Liste des arénas de hockey sur glace par capacité
 (février 2017).
Cette liste présente les arénas de hockey sur glace par capacité.
Sont inclus uniquement les bâtiments de plus de 15 000 places accueillant régulièrement des matchs de hockey sur glace payants (professionnels, junior majeur ou universitaire). Les stades où se sont déroulés des matchs en plein air (par exemple pour la Classique hivernale de la LNH) ne sont pas inclus. De même, ne sont pas listés ici les bâtiments n'accueillant plus de matchs à l'heure actuelle. 
Les chiffres données correspondent à une configuration (pour les salles multifonctions) hockey sur glace.
La majorité de ces salles sont au Canada et aux États-Unis, le reste en Europe. La plupart accueillent des matchs d'équipes professionnelles, celles de la Ligue nationale de hockey disposant des plus importantes (les 31 franchises étant listées ici). 
On remarque que parmi les ligues élites européennes, aucune équipe de SM-liiga (Finlande) ou d'Elitserien (Suède) ne dispose d'une patinoire d'une capacité de 15 000 spectateurs. C'est le cas pour seulement une équipe de DEL (Allemagne), de la Ligue continentale de hockey (Biélorussie, Kazakhstan, Lettonie, République tchèque, Russie, Slovaquie et Ukraine) et une de National League (Suisse).
| Rang | Aréna                             | Capacité                | Ville        | Pays       | Équipe(s)                                  |
| ---- | --------------------------------- | ----------------------- | ------------ | ---------- | ------------------------------------------ |
| 1    | Centre Bell                       | 21 302                  | Montréal     | Canada     | Canadiens de Montréal                      |
| 2    | Rocket Mortgage FieldHouse        | 20 056                  | Cleveland    | États-Unis | Monsters de Cleveland                      |
| 3    | United Center                     | 19 717                  | Chicago      | États-Unis | Blackhawks de Chicago                      |
| 4    | Joe Louis Arena                   | 20 066                  | Détroit      | États-Unis | Red Wings de Détroit                       |
| 5    | Wells Fargo Center                | 19 519                  | Philadelphie | États-Unis | Flyers de Philadelphie                     |
| 6    | Amalie Arena                      | 19 204                  | Tampa        | États-Unis | Lightning de Tampa Bay                     |
| 7    | Scotiabank Saddledome             | 19 289                  | Calgary      | Canada     | Flames de Calgary, Hitmen de Calgary       |
| 8    | BB&T Center                       | 19 250                  | Sunrise      | États-Unis | Panthers de la Floride                     |
| 9    | Centre Canadian Tire              | 20 500                  | Ottawa       | Canada     | Sénateurs d'Ottawa                         |
| 10   | Enterprise Center                 | 19 150                  | Saint-Louis  | États-Unis | Blues de Saint-Louis                       |
| 11   | Scotiabank Arena                  | 18 819                  | Toronto      | Canada     | Maple Leafs de Toronto                     |
| 12   | KeyBank Center                    | 19 070                  | Buffalo      | États-Unis | Sabres de Buffalo                          |
| 13   | PNC Arena                         | 18 680                  | Raleigh      | États-Unis | Hurricanes de la Caroline                  |
| 14   | Rogers Arena                      | 18 910                  | Vancouver    | Canada     | Canucks de Vancouver                       |
| 15   | Xcel Energy Center                | 18 568                  | Saint Paul   | États-Unis | Wild du Minnesota                          |
| 16   | State Farm Arena                  | 18 545                  | Atlanta      | États-Unis | Vacant                                     |
| 17   | American Airlines Center          | 18 532                  | Dallas       | États-Unis | Stars de Dallas                            |
| 18   | Lanxess Arena                     | 18 500                  | Cologne      | Allemagne  | Kölner Haie                                |
| 19   | Centre Vidéotron                  | 18 259                  | Québec       | Canada     | Remparts de Québec                         |
| 20   | Moda Center                       | 18 280[réf. nécessaire] | Portland     | États-Unis | Winterhawks de Portland                    |
| 21   | Capital One Arena                 | 18 506                  | Washington   | États-Unis | Capitals de Washington                     |
| 22   | Madison Square Garden             | 18 006                  | New York     | États-Unis | Rangers de New York                        |
| 23   | Nationwide Arena                  | 18 144                  | Columbus     | États-Unis | Blue Jackets de Columbus                   |
| 24   | Staples Center                    | 18 118                  | Los Angeles  | États-Unis | Kings de Los Angeles                       |
| 25   | PPG Paints Arena                  | 18 387                  | Pittsburgh   | États-Unis | Penguins de Pittsburgh                     |
| 26   | Ball Arena                        | 18 007                  | Denver       | États-Unis | Avalanche du Colorado                      |
| 27   | O2 Arena                          | 18 000                  | Prague       | Tchéquie   | HC Slavia Prague                           |
| 28   | Toyota Center                     | 17 800                  | Houston      | États-Unis | Aeros de Houston                           |
| 29   | Mullett Arena                     | 5 025                   | Tempe        | États-Unis | Coyotes de l'Arizona                       |
| 30   | TD Garden                         | 17 765                  | Boston       | États-Unis | Bruins de Boston                           |
| 31   | Prudential Center                 | 17 625                  | Newark       | États-Unis | Devils du New Jersey                       |
| 32   | Times Union Center                | 17 500                  | Albany       | États-Unis | River Rats d'Albany                        |
| 33   | SAP Center at San Jose            | 17 562                  | San José     | États-Unis | Sharks de San José                         |
| 34   | FirstOntario Centre               | 17 383                  | Hamilton     | Canada     | Bulldogs de Hamilton                       |
| 35   | T-Mobile Arena                    | 17 368                  | Las Vegas    | États-Unis | Golden Knights de Vegas                    |
| 36   | Value City Arena                  | 17 200[réf. nécessaire] | Columbus     | États-Unis | Buckeyes d'Ohio State                      |
| 37   | Honda Center                      | 17 174                  | Anaheim      | États-Unis | Ducks d'Anaheim                            |
| 38   | Bridgestone Arena                 | 17 113                  | Nashville    | États-Unis | Predators de Nashville                     |
| 39   | BOK Center                        | 17 096                  | Tulsa        | États-Unis | Oilers de Tulsa                            |
| 40   | PostFinance Arena                 | 17 031                  | Berne        | Suisse     | CP Berne                                   |
| 41   | Rexall Place                      | 16 839                  | Edmonton     | Canada     | Oilers d'Edmonton, Oil Kings d'Edmonton    |
| 42   | CenturyLink Center Omaha          | 16 680[réf. nécessaire] | Omaha        | États-Unis | UNO Mavericks                              |
| 43   | Nassau Veterans Memorial Coliseum | 16 250                  | Uniondale    | États-Unis | Islanders de New York                      |
| 44   | Pacific Coliseum                  | 16 150                  | Vancouver    | Canada     | Giants de Vancouver                        |
| 45   | Wells Fargo Arena                 | 16 100                  | Des Moines   | États-Unis | Chops de l'Iowa                            |
| 46   | Allstate Arena                    | 16 000                  | Rosemont     | États-Unis | Wolves de Chicago                          |
| 47   | XL Center                         | 15 635                  | Hartford     | États-Unis | Wolf Pack de Hartford                      |
| 48   | Kohl Center                       | 15 237[réf. nécessaire] | Madison      | États-Unis | Badgers du Wisconsin                       |
| 49   | Climate Pledge Arena              | 15 177[réf. nécessaire] | Seattle      | États-Unis | Thunderbirds de Seattle, Kraken de Seattle |
| 50   | Bell MTS Place                    | 15 015                  | Winnipeg     | Canada     | Jets de Winnipeg                           |